# Shahrestān di Abhar
Lo shahrestān di Abhar (in farsi شهرستان ابهر) è uno degli 8 shahrestān della provincia di Zanjan.
Il capoluogo è Abhar, altre città sono: Hidaj, Sa'in Qa'leh, Sharifabad e Soltaniyeh. Lo shahrestān è suddiviso in una circoscrizione (bakhsh): 
- Centrale (بخش مرکزی)

Nella circoscrizione centrale si trova l'antico villaggio di Qerveh.